# Bromeliohyla dendroscarta
Bromeliohyla dendroscarta är en groddjursart som först beskrevs av Taylor 1940.  Bromeliohyla dendroscarta ingår i släktet Bromeliohyla och familjen lövgrodor. IUCN kategoriserar arten globalt som akut hotad. Inga underarter finns listade.